# Château de Visigneux
Le château de Visigneux est situé sur la commune de Lucenay-l'Évêque en Saône-et-Loire, dans la vallée du Ternin et entouré de quelques maisons.
Il fait l’objet d’une inscription au titre des monuments historiques depuis le 5 avril 1990.

## Description

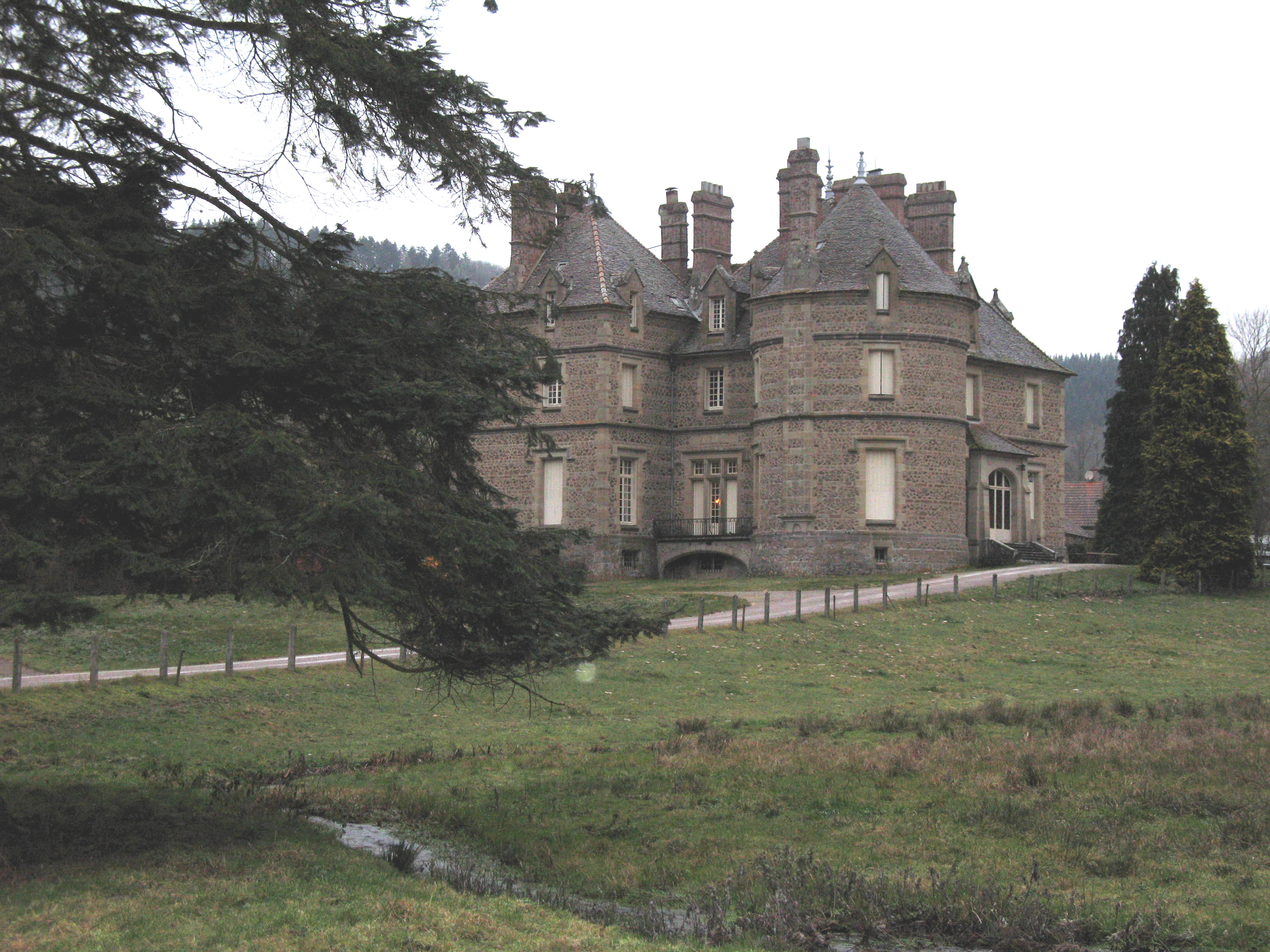
Le nouveau château de Visigneux.

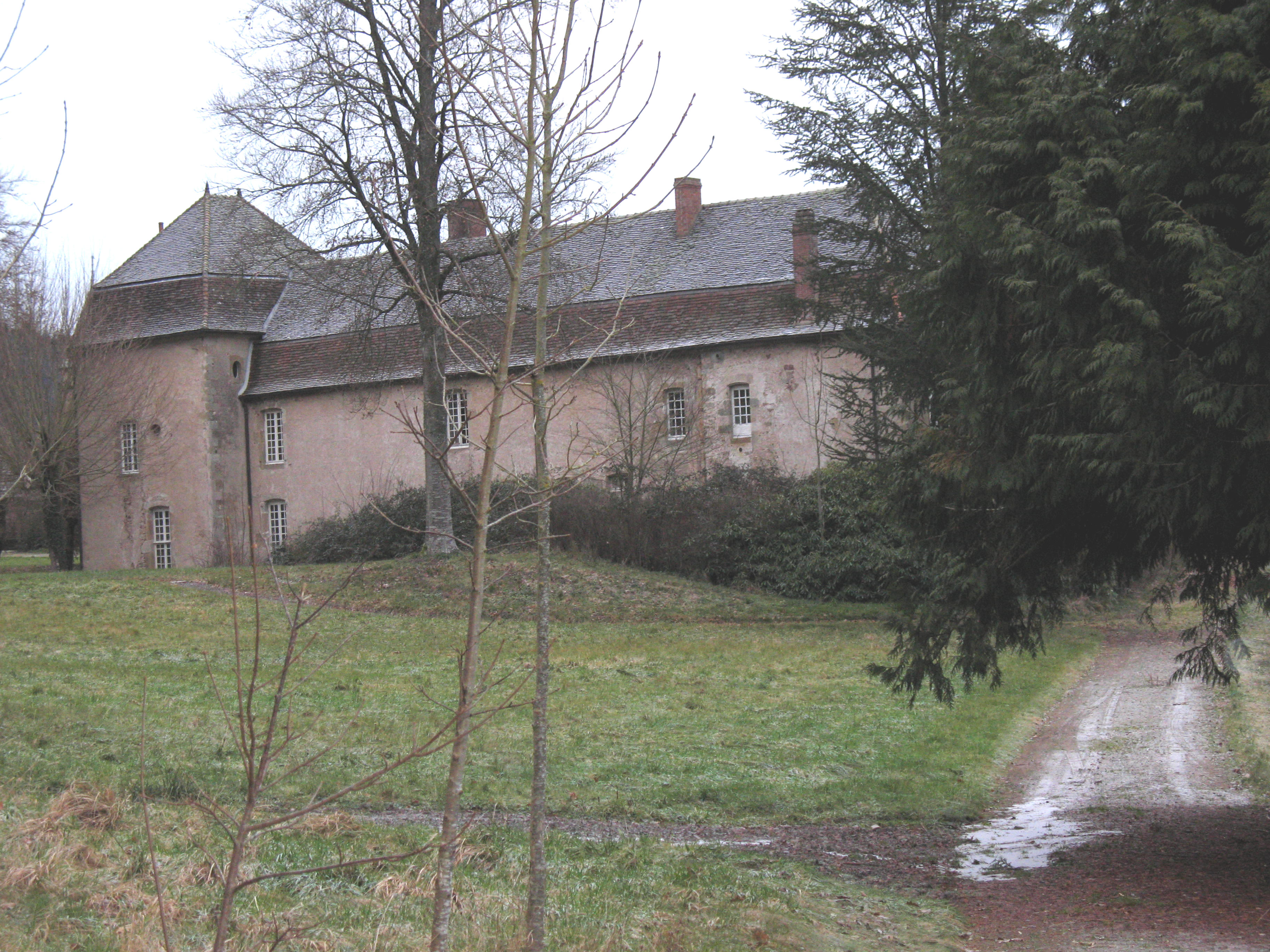
Les communs du château de Visigneux.

Un corps de logis rectangulaire flanqué au nord d'un pavillon de deux étages constitue l'ancien château. Le toit de petites tuiles, les fenêtres de l'étage et les lucarnes de pierre – alternativement rectangulaires et arrondies – semblent dater du XVIIe siècle ou du XVIIIe siècle. À la façade ouest, les ouvertures ont été modifiées mais le socle saillant à la base du mur et le fossé en avant de ce mur paraissent être les restes de la maison forte du Moyen Âge.
À peu de distance à l'est de ce bâtiment s'élève le château édifié en 1885 par l'architecte Ernest Sanson qui fut aussi celui du château de Rochefort en Côte-d'Or. Le plan rectangulaire cantonné d'une tour ronde et de deux tours carrées s'ordonne autour du vestibule central qui contient l'escalier. C'est une construction à deux étages entièrement en granit : au-dessus d'un socle saillant, le petit appareil irrégulier des murs est ponctué entre chaque étage d'un bandeau saillant et les angles sont appareillés en harpe. Tout, ici, a été réalisé avec un soin extrême dans les détails : l'encadrement des fenêtres est surmonté d'un bandeau mouluré, une petite moulure amortit le chanfrein des ébrasements, des consoles portent la cheminée en encorbellement de la tour ronde. Le toit de tuiles à pente accentuée avec ses lucarnes à fronton triangulaire, ses hautes cheminées et ses crêtes et épis de faîtage est un rappel du style du XVIe siècle.
À l'ouest du château, un parterre de gazon et de buis taillés s'ordonne autour de bassins au-delà desquels la vue s'étend vers la vallée du Ternin. Ce jardin est dominé par une terrasse sur laquelle s'élève l'orangerie à trois baies construite en même temps que le château. Sur le côté subsistent un colombier et un bâtiment de communs. Au-delà du jardin, vers l'ouest, se trouve la petite chapelle à clocher-arcade élevée par le même architecte : elle a remplacé l'ancienne chapelle dédiée à Saint Georges, démolie en 1848.
Le château, propriété privée, ne se visite pas.

## Historique
- Origines
  - XIIIe siècle : on trouve mention de la maison-fort de Visigneux et de son pourpris (enceinte), avec fossés, colombier, garenne, étang et moulin
  - 1302 : Guillaume de Brazey, sire de Visigneux, meurt.
  - Milieu du XVIe siècle : Odot Desmolins (ou Dumoulin), procureur du roi, est seigneur de Visigneux.
- Famille de Ganay
  - 1688 : le château, après avoir souvent changé de main, parvient à Nicolas de Ganay – dont la famille conservera le château jusqu'à nos jours.
  - 1750 : Paul-Louis de Ganay, marquis de Ganay et fils du précédent, lui succède ; il est officier royal des vaisseaux et gouverneur d'Autun.
  - 1802 : Antoine-Charles de Ganay, marquis de Ganay, fils du précédent, lui succède ; il est maréchal de camp des armées du roi et député de Saône-et-Loire.
  - 1849 : Charles-Alexandre de Ganay (en), marquis de Ganay, fils du précédent, lui succède ; il est ministre plénipotentiaire en Toscane.
  - 1881 : Louis-Charles-Maurice de Ganay, marquis de Ganay, fils du précédent, lui succède.
  - 1893 : Étienne de Ganay (en), marquis de Ganay et frère du précédent, lui succède.
  - 1903 : Charles-Anne-Jean de Ganay, marquis de Ganay et fils du précédent, lui succède ; il est président du Conseil général de Seine-et-Oise et officier de cavalerie.
  - 1948 : Octave-Marie-Hubert de Ganay, marquis de Ganay et fils du précédent, chevalier de la Légion d'honneur et Croix de guerre 1914-1918, lui succède.
  - 1974 : Jean Louis Sébastien Hubert comte de Ganay et fils du précédent, lui succède.

## Héraldique
- Ganay : D'or à l'aigle désarmé de sable

## Annexe